# Karlstalschichten

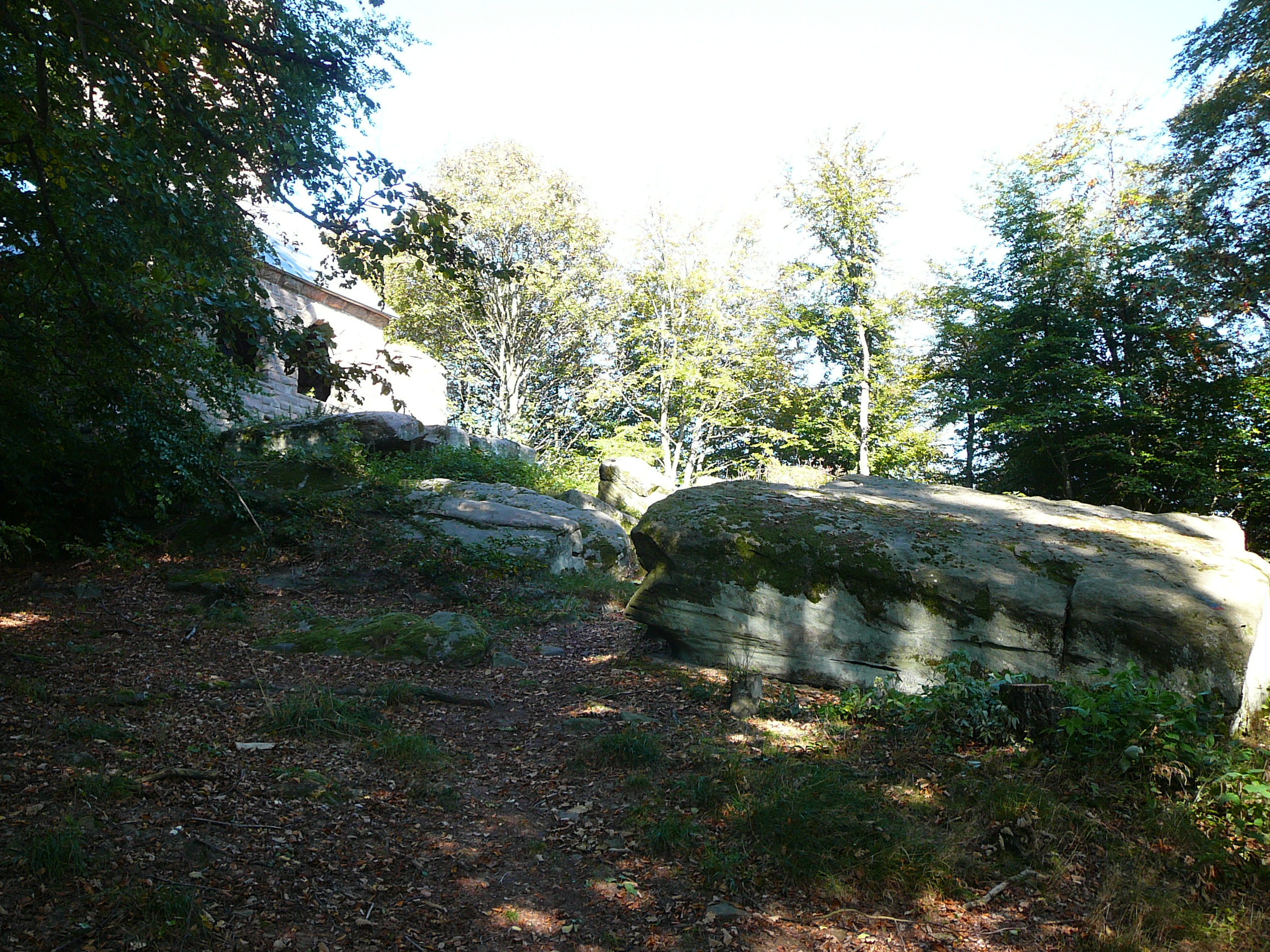
Mittlerer Buntsandstein: Blockfeld im Gipfelbereich des Weißenbergs.

Die Karlstalschichten sind eine Gesteinsschicht im Pfälzerwald. Namengebend ist das Karlstal bei Trippstadt im Nordwesten des Pfälzerwaldes, in dem diese Sandsteinformationen in exemplarischer Form auftreten. Dabei wird zwischen der etwa 30 bis 40 Meter mächtigen Karlstal-Felszone und den sich anschließenden Oberen Karlstalschichten unterschieden.
Die Karlstal-Felszone setzt sich aus massigen, grobkörnig verkieselten Gesteinspaketen zusammen, die häufig als graurote, harte Felsblöcke mit mehreren Metern Durchmesser an die Oberfläche treten. Diese Blockfelder sind außer im Karlstal auch an anderen Talhängen des mittleren Pfälzerwaldes zu finden; als Beispiel dient unter anderem das unterhalb des Annweilerer Forsthauses gelegene Eiderbachtal, in welchem diese Felszone in etwa 300 bis 400 m ü. NHN aufgeschlossen ist. Aufgrund der Elmsteiner Verwerfung, einer westlich des Eiderbachtals von Nord nach Süd verlaufenden Verwerfungslinie, liegen dort die einzelnen Gesteinsschichten etwa 100 Meter höher, sodass auch die höchsten Erhebungen im zentralen Pfälzerwald durch diese Gesteine aufgebaut werden. So treten zum Beispiel am Eschkopf wie auch am Südwesthang und Gipfelplateau des Weißenbergs die typischen Blockfelder der Karlstalstufe an die Oberfläche.

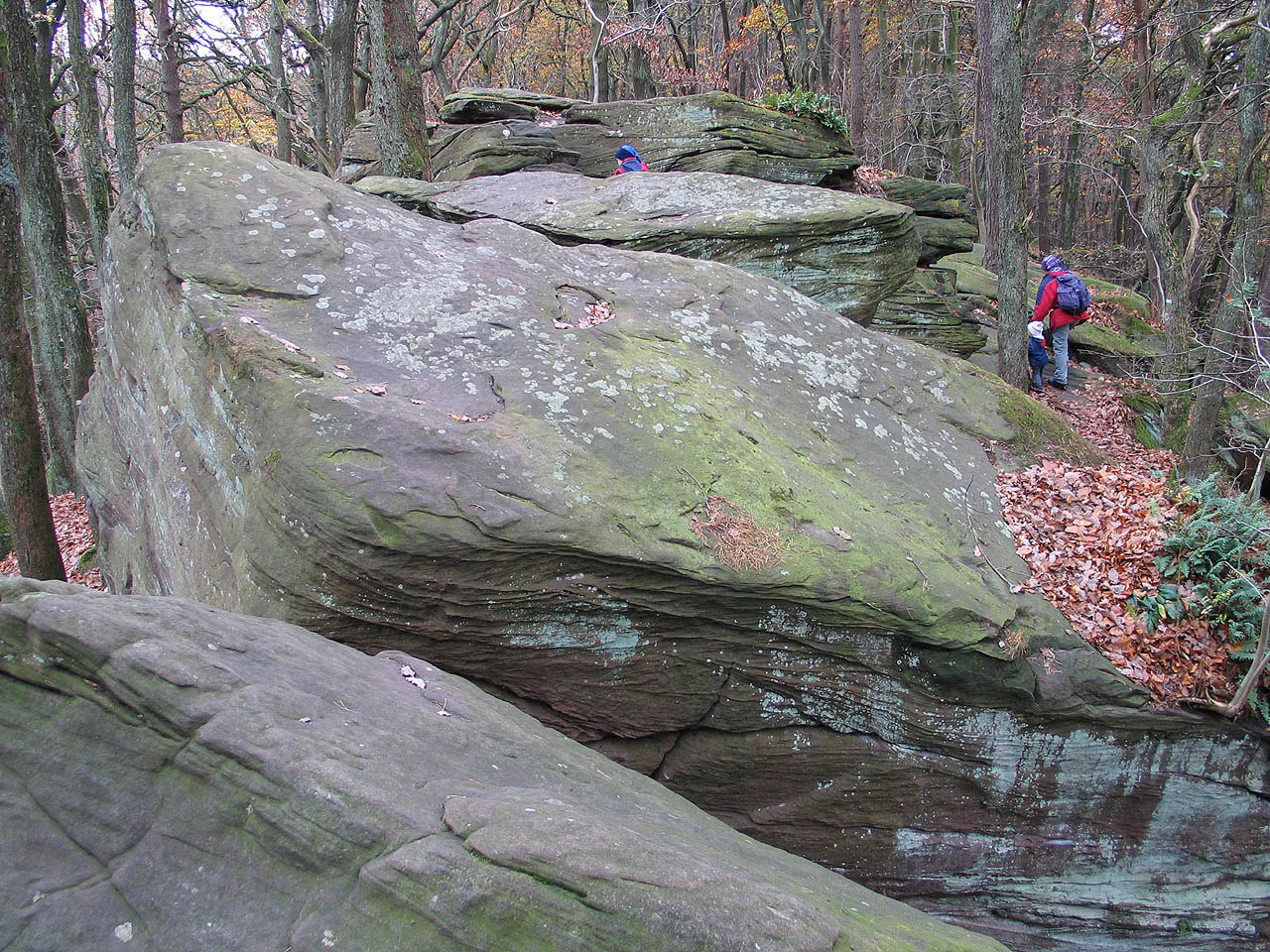
Felszone der Karlstalschichten: „Felsenmeer“ auf der Kalmit

Da die Gesteinsschichten des Mittelgebirges generell schräg gestellt sind, das heißt von West nach Ost ansteigen, wurden Gesteine des Mittleren und Oberen Buntsandsteins östlich der Elmsteiner Verwerfung in verstärktem Maße abgetragen, sodass hier eher die Trifels- und Rehberg-Schichten des Unteren Buntsandsteins dominieren. Eine Ausnahme bilden einige der höchsten Erhebungen am östlichen Gebirgsrand, deren Gipfelbereich ebenfalls von der Karlstal-Felszone aufgebaut wird. Dieser Gebirgszug, naturräumlich auch als Haardt bezeichnet, wird durch die Lambrechter Verwerfung vom Bereich des inneren Pfälzerwaldes abgegrenzt; sie erstreckt sich in einem Abstand von zwei bis fünf Kilometern parallel zum Grabenrand und führt im Bereich der Haardt zur Versetzung der verschiedenen Gesteinsfolgen um 80 bis 100 Meter nach unten. Wegen dieser tektonisch bedingten Absenkung waren die Karlstalschichten deshalb zunächst der Abtragung entzogen und erodierten erst später, vor allem im Laufe der verschiedenen Kalt- und Warmzeiten, zu ihrer heutigen Gestalt. Entsprechende Blockfelder bestehen zum Beispiel auf dem Hochberg und vor allem im Gebiet der Kalmit. So befindet sich auf dem Hüttenberg, einem südwestlichen Ausläufer der Kalmit, in etwa 600 m ü. NHN ein besonders ausgedehntes Felsenmeer, welches außer von der Karlstal-Felszone auch durch Gesteine der Oberen Felszone gebildet wird.
Abgeschlossen wird die Karlstalstufe schließlich durch weichere Gesteine der Oberen Karlstalschichten, die hauptsächlich aus gerundeten, rot bis orangegelb gefärbten Grobsandsteinen bestehen und deshalb stark den Schlossbergschichten ähneln.